# Maketa Škodových závodů

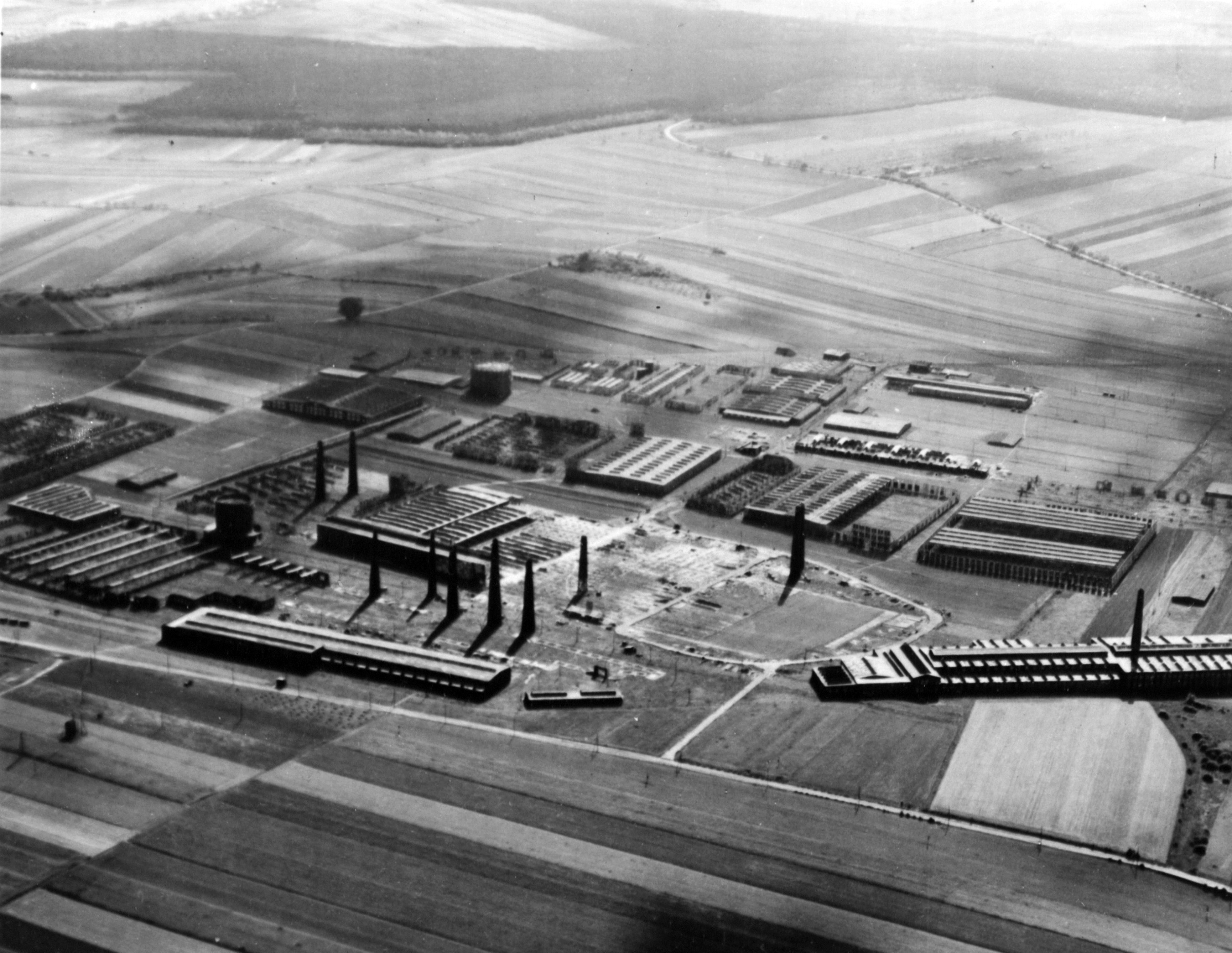
Celkový pohled na maketu v létě 1945

Maketa Škodových závodů, zvaná také „dřevěná milenka“, byla dřevěná maketa areálu Škodových závodů v Plzni, kterou za druhé světové války vybudovali Němci mezi vesnicemi Vejprnice, Vochov a Křimice jako falešný cíl.

## Pozadí
Plzeňská Škodovka patřila v době okupace do koncernu strojíren Reichswerke Hermann Göring a byla součástí zbrojařského průmyslu zásobujícího nacistické Německo vojenským arzenálem. Civilní výrobní program byl utlumen a většina výroby produkovala zbraně. Pro svou produkci byla přirozeným cílem bombardérů britského a později i amerického letectva, které usilovaly o její zničení.

## Maketa

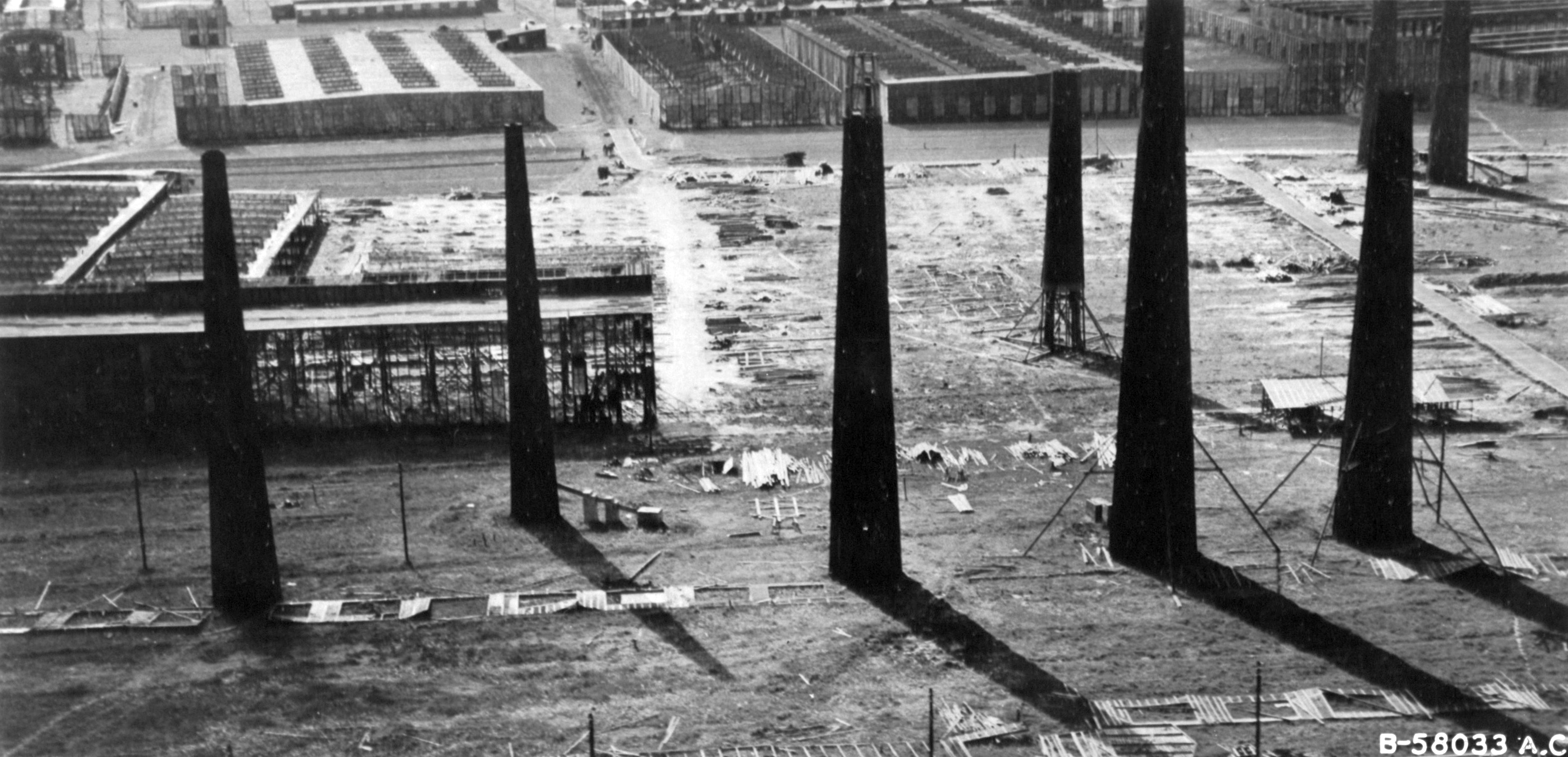
Napodobeniny komínů

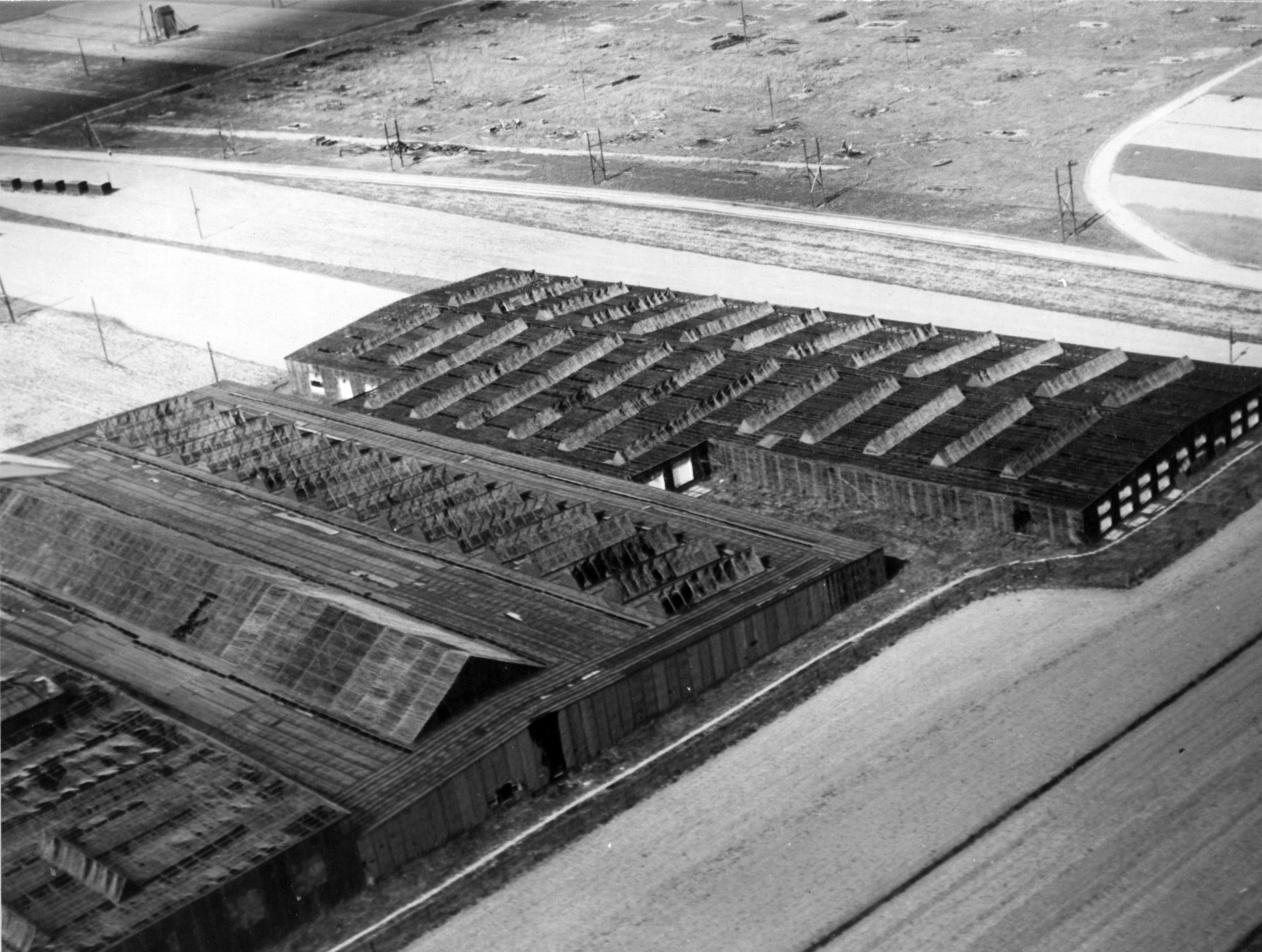
Maketa v létě 1945

Němci si uvědomovali význam jedné z největších zbrojovek Říše a vnímali snahu britského RAF o její bombardování. Nechali proto severozápadně od Plzně vystavět model továrny, aby zmátli spojenecké letectvo a to bombardovalo místo továrny podvrženou atrapu. Velmi věrohodně vypadající dřevěná maketa postavená na ploše 100 hektarů byla potažena pytlovinou a měla i pro Škodovku typické komíny, zahrnuty byly i napodobeniny železničních tratí do Chebu a na Domažlice.
Ač je často uváděna výstavba makety v roce 1943, byla vybudována již v roce 1941. Ostatně na falešný model několik kilometrů západně od továrny upozornili Londýn již v dubnu 1942 českoslovenští parašutisté prostřednictvím vysílačky Libuše při operaci Canonbury. Uvažovali také, zda by bylo možné maketu zapálit.
V poválečném dokumentu  Strategic Air Victory in Europe je zmíněno, že maketa zmátla jednou 15. leteckou armádu USAAF. Klamný cíl nebyl za války nijak zasažen a přečkal do konce války. Následně byla maketa využita jako zdroj materiálu pro opravu Škodových závodů těžce poškozených posledním náletem.

## Zachycení v umění
Spolek přátel kostela sv. Jana Nepomuckého na Chodském náměstí a národopisec Ladislav Lábek iniciovali vytvoření betlému, který by odrážel Plzeňsko a jeho folklór. Realizace Plzeňských jesliček se ujal sochař Jan Vasilej Čermák. Začal v roce 1943 malbou panoramatu Plzně a jejího okolí od lochotínského statku Lüftnerka. Na detailním třímetrovém obrazu, který je pozadím betlému, je zachycena i dřevěná maketa Škodovky.

## Další makety továren
Vábnička na bombardéry u Vejprnic nebyla jedinou svého druhu, za války vznikly podobné falešné továrny na více místech Evropy. Např. Vítkovické železárny měly svou napodobeninu u města Kravaře nedaleko Opavy.